# Thunder (album de SMV)
Pour les articles homonymes, voir Thunder.
Thunder est le premier (et seul) album du groupe SMV, sorti le 12 août 2008.

## Morceaux
1. Maestros de Las Frecuencias Bajas (Stanley Clarke)
2. Thunder (Marcus Miller)
3. Hillbillies on a Quiet Afternoon (Victor Wooten, Clarke)
4. Mongoose Walk (Wooten, Miller, Clarke)
5. Los Tres Hermanos (Miller)
6. Lopsy Lu - Silly Putty (Medley) (Clarke)
7. Milano (Clarke)
8. Classical Thump (Jam) (Wooten)
9. Tutu (Miller)
10. Lil' Victa (Clarke)
11. Pendulum (Clarke, Miller, Wooten, Antoinette Clinton (en))
12. Lemme Try Your Bass (Interlude) (Clarke, Miller)
13. Grits (Miller)